# Acontia partita
Acontia partita là một loài bướm đêm trong họ Noctuidae.